# Claude Bénigne Lompré
Pour les articles homonymes, voir Lompré.
Claude Bénigne Lompré,  né le 19 décembre 1745 à Champlitte et mort le 10 novembre 1823 à Dole, est un ecclésiastique français, député du clergé aux États généraux de 1789. Il siège jusqu'à la fin de la session de l'Assemblée nationale constituante le 30 septembre 1791.

## Biographie

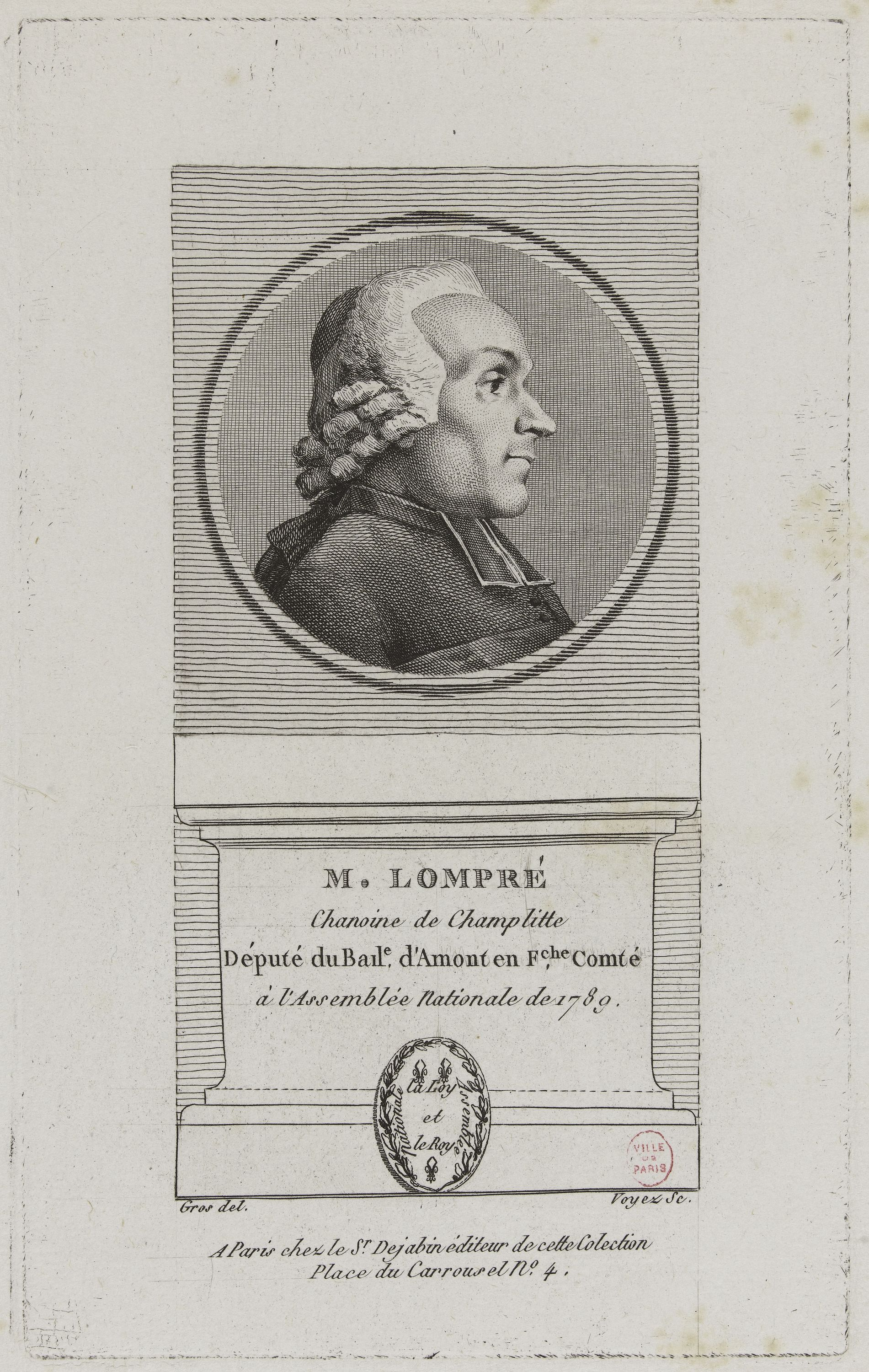
M. Lompré. Collection des portraits des deputés a l'Assemblée nationale de 1789, musée Carnavalet, Paris.

Claude Bénigne Lompré est né le 19 décembre 1745 à Champlitte,. Son père est épicier-pâtissier et maire de Champlitte.
Il est d'abord élève au collège de l'Arc à Dole. Après avoir étudié la théologie à l'université de Dijon, il devient chanoine de la collégiale de Champlitte,, et administrateur de cette cure,. 
En 1788, il est député aux États de Bourgogne ou aux États de Franche-Comté et y défend les intérêts du bas clergé. Il fait partie des individus que la vie fait passer de la Bourgogne à la Franche-Comté ou inversement.
Le 11 avril 1789, il est élu député du clergé du bailliage d'Amont aux États généraux,,,. Il est le deuxième député du clergé élu sur trois dans ce bailliage,. 
À l'Assemblée nationale constituante, il est partisan des réformes et est l'un des premiers députés du clergé à se réunir au tiers état dès le 10 juin 1789, déclarant : « Nous venons enfin, Messieurs, rendus à nos vœux les plus chers, paroître au milieu des représentants de la nation ». Secrétaire du comité des finances, il intervient régulièrement en séance sur des questions financières et fiscales, vote la constitution civile du clergé et prête le serment civique,. Il refuse toutefois d'être élu au sein du clergé constitutionnel et rétracte son serment. 
Après la fin de la session de l'Assemblée nationale constituante, il ne joue plus de rôle politique. Il émigre en Suisse en août 1792.
Il meurt à Dole (département du Jura) le 10 novembre 1823,.